# بریتو (بازیکن فوتبال، زاده ۱۹۸۷)
آرمیندو رودریگز مندس فورتادو (زاده ۱۶ نوامبر ۱۹۸۷)، معروف به بریتو، بازیکن فوتبال حرفه ای کیپ ورد است.

## حرفه
در ۱۸ ژوئیه ۲۰۱۷ باشگاه سوپرلیگ یونان ، زانتی، بستن قرارداد با بریتو را اعلام کرد. او اولین بازی خود در این تیم را در یک بازی خانگی و مقابل لامیا در ۱۹ اوت ۲۰۱۷ انجام داد که با با تساوی ۰–۰ به پایان رسید. یک هفته بعد او اولین گل خود را برای این تیم مقابل پالتانیاس انجام داد که این بازی غیر خانگی، در نهایت با نتیجه ۲–۰ به پایان رسید. در ۱۵ اکتبر ۲۰۱۷ او با یک ضربه آزاد شگفت‌انگیز مقابل آ.ا. ک آتن در تساوی ۱–۱ خانگی به گل رسید. چند روز بعد، مدیریت باشگاه قرارداد او را به مدت ۲ سال تمدید کرد. در ۴ نوامبر او در پیروزی ۳–۱ خارج از خانه مقابل پانتولیکوس موفق به دادن یک گل شد.
اولین گل او در فصل ۲۰۱۹–۲۰۱۸، در یک بازی خانگی مقابل پاس جیانینا به ثمر رسید که بازی در نهایت با نتیجه ۲ بر یک به پایان رسید.
بریتو در ۳۰ ژوئن ۲۰۱۹ قرارداد خود را با باشگاه رومانی ، دینامو بوکورستی امضا کرد. او در ۳۰ ژانویه ۲۰۲۰ آزاد شد و تا اکنون با هیچ تیمی قرارداد نبسته‌است.